# Reserva natural de Vindelfjällen

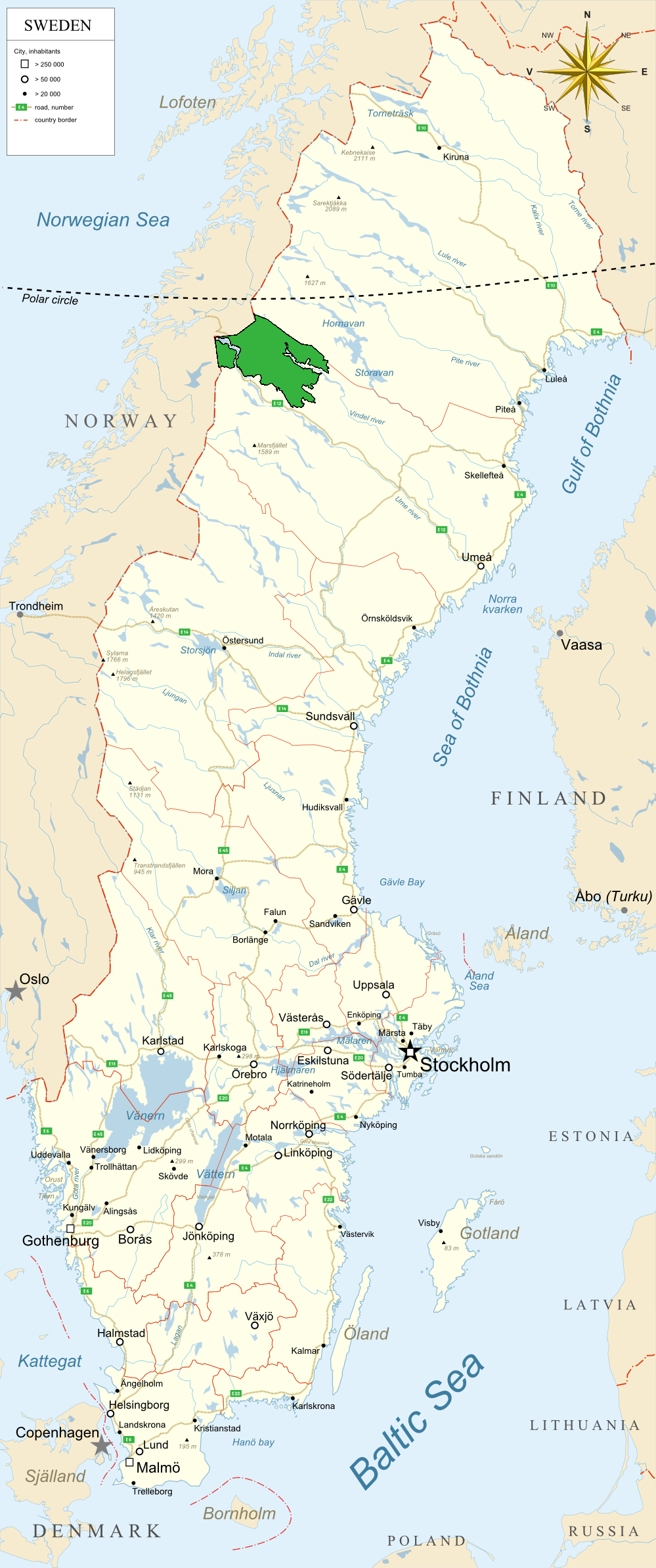
Reserva natural de Vindelfjällen (zona verde) en el norte de Suecia

La reserva natural de Vindelfjällen (en sueco: Vindelfjällens naturreservat) es una reserva natural situada en los municipios de Sorsele y Storuman en el condado de Västerbotten en la Laponia sueca. Es la reserva natural más grande de Suecia y una de las áreas protegidas más grandes de Europa, con un total de 562,772 ha (aproximadamente 5,628 km²).
La mayor parte de la reserva se compone de varias montañas de los Alpes escandinavos, las principales son Artfjället, Norra Storfjället, Ammarfjället y Björkfjället. Están representados la mayoría de los paisajes de las montañas suecas, varíando desde el pronunciado carácter alpino de Norra Storfjället, que incluye lo más destacado de la reserva, el Norra Sytertoppen (1.768 m), hasta la meseta y las llanuras cercanas a la base de las montañas. Las diferencias en la elevación resaltan la diversidad de rocas en las montañas. Entre las montañas se encuentran los valles y las vías fluviales de la cuenca de drenaje del río Ume. Esto incluye una parte del río Vindel, nombre del cual deriva el de la reserva. Hacia el este, la elevación disminuye y las montañas dan paso a las Llanuras de Laponia.
Esta diversidad de paisaje también incluye biodiversidad. La reserva cubre los bosques primarios de la taiga nórdica en las llanuras orientales, la tundra alpina y los bosques de abedules en el oeste. Además, alberga una gran cantidad de humedales, que albergan una gran cantidad de especies de aves, especialmente en Marsivagge y alrededor del lago Tärnasjön, este último reconocido como sitio Ramsar. Las montañas también son hogar del zorro ártico, una especie en peligro de extinción en Escandinavia y uno de los símbolos de la reserva.
La región ha estado poblada desde el final de la última edad de hielo, hace alrededor de 9000 años. Originalmente, probablemente por los antepasados de los Sami de hoy, un pueblo nómada del norte de Europa. Inicialmente vivían de la recolección y la caza, especialmente de los ciervos, pero gradualmente desarrollaron una cultura basada en la cría y la ganadería, mostrando evidencia de movimientos de trashumancia. Este estilo de vida dejó pocas huellas, pero se han encontrado dispersos por todo el paisaje algunas trampas, antiguas fundaciones, tumbas y varios artefactos. Aunque parcialmente traducidos al sueco, los nombres geográficos de la región ofrecen información sobre la vida y la cultura de los sami. Los suecos comenzaron a colonizar el área en el siglo XVIII, alentados por los incentivos del estado. La población en los límites actuales de la reserva, sin embargo, permaneció en mínimos. A mediados del siglo XX, la industria hidroeléctrica se expandió al norte del país e intentó explotar el río Vindel para obtener energía eléctrica, pero las protestas ambientales lograron proteger el río y su cuenca. En 1974, se estableció la reserva, protegiendo la naturaleza virgen de las montañas de la cuenca del río Vindel. En 1988, la reserva se amplió para proteger los bosques primarios de las estribaciones. Recientemente ha habido discusiones con respecto a la transformación de la reserva natural en un parque nacional para mejorar la protección del área.
Además de los habitantes, la reserva tiene una actividad considerable de los turistas tanto en invierno como en verano. El senderismo es una de las principales actividades, especialmente a lo largo del famoso sendero Kungsleden, que cruza la reserva a lo largo de su recorrido. Las carreteras de verano también se utilizan a menudo para pistas de esquí de fondo o senderos para motos de nieve en invierno. Finalmente, son ofrecidas muchas actividades de ecoturismo  por varias empresas de turismo. Además del turismo, todavía se practican actividades tradicionales como el pastoreo de renos, por los sami, la caza y la pesca. Finalmente, las montañas son ampliamente utilizadas para la investigación científica, que se ve facilitada por la presencia de una estación de investigación en el sitio.

## Toponimia
La palabra Vindel deriva de la palabra vindill, que es similar a Vanda, el verbo sueco que significa girar o cambiar de dirección, probablemente en referencia a la naturaleza serpenteante del río Vindel. El sueco Vindelfjällen significa "las montañas Vindel", lo cual es razonable dado que el río Vindel tiene su origen en estas montañas.
Al igual que en otras áreas de las montañas de Laponia, la reserva tiene varios nombres sami. Sin embargo, a diferencia de las montañas más al norte, aquí viven entre lugares con numerosos nombres suecos. Por ejemplo, se ven con frecuencia las palabras fjäll (montaña), sjö / vatten (lago), å / älv (río), etc. Este es el resultado de los primeros colonos suecos que tradujeron nombres sami al sueco, así como a estos colonos que nombraron características geográficas previamente no identificadas

## Geografía

Mapa de la reserva

### Ubicación y límites
La reserva está localizada en los municipios de Sorsele y Storuman en el noroeste del condado de Västerbotten  y en el del sur de la provincia histórica de Lapland, Suecia. Forma aproximadamente un rectángulo extendido en un eje predominantemente del este al oeste. La frontera occidental es la frontera noruega, mientras su frontera del norte es la frontera con Norrbotten, localizada aproximadamente a lo largo de la cresta de la cordillera Björkfjället. Este rectángulo está dividido por dos carreteras que está fuera de la reserva. Al oeste, la ruta europea 12, cuya sección se llama Blå vägen (la ruta azul), corta la reserva a dos partes, aislando la cordillera Artfjället del resto de la reserva. Al este, el Länsväg (equivalente de "carretera de condado") 363 penetra profundamente en el valle Vindelälven valle hasta Ammarnäs y así crea una hendidura en la reserva. En total, la reserva tiene una área de 562,772 hectáreas (sabre 5,600 km²), haciéndolo de ella la reserva de la naturaleza más grande en Suecia y una de las mayores  áreas protegidas en Europa. La reserva Vindelfjällen está bordeada al nordeste por la  Reserva de la Naturaleza de Laisdalen (Laisdalen fjällurskog) en el Condado de Norrbotten. El  parque nacional Pieljekaise (Suecia) y el Parque nacional Saltfjellet-Svartisen (Noruega) están también cerca.

### Relieve

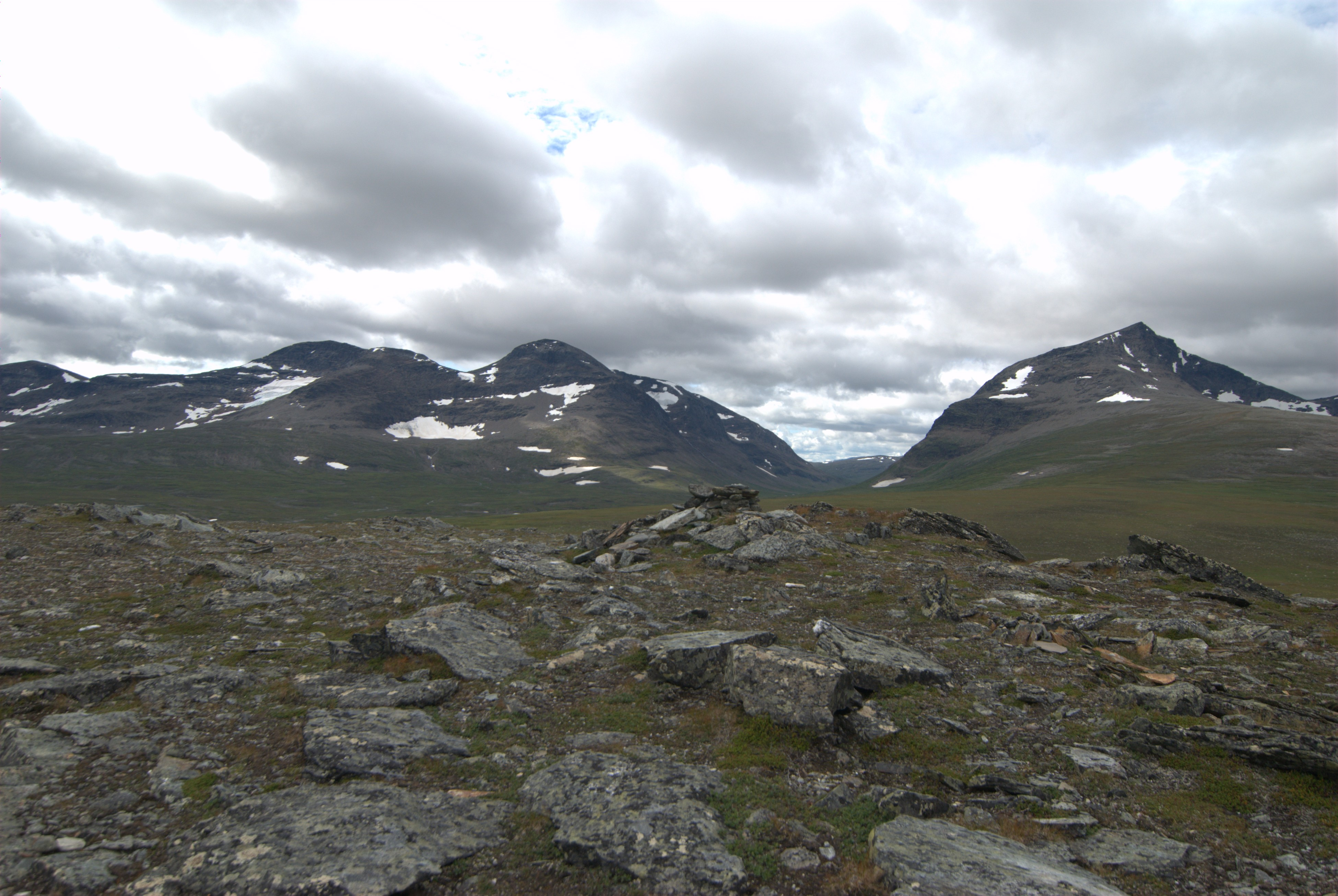
La cordillera de Norra Storfjället vista desde el este

La reserva de Vindelfjällen incluye la mayoría de los tipos de paisajes suecos; montañas, llanuras elevadas y picos alpinos, pasando por mesetas o cordilleras de perfil redondeado.
En el corazón de la región alpina de la reserva se encuentra la cordillera Norra Storfjället. Esta cordillera tiene los picos más altos, incluyendo Norra Sytertoppen, que desde su altura de 1.768 m es el punto más alto de la reserva, así como del condado de Västerbotten. Otros picos notables de la cordillera son Måskostjakke (1.690 m) y Södra Sytertoppen (1685 m). La cordillera está cortada en el centro por el estrecho y profundo valle de Syterskalet / Viterskalet, que es uno de los iconos de la reserva y en ocasiones se lo compara con el famoso Lapporten por su perfil simétrico.
El resto de la reserva se compone de colinas y numerosas cadenas montañosas emergentes. En el extremo occidental de la reserva está la cadena Artfjället, que culmina a 1.471 m. Artfjället se compone de varias crestas montañosas, así como algunos picos redondeados. En el centro de la reserva se encuentra la cordillera de Ammarfjället, con una meseta que alcanza su máximo en Rerrogaise (1.611 m). al noreste, la cordillera de Björkfjället forma el límite de la reserva y el condado. Con todo, tiene una altitud media de 800-900 m con el pico más alto dentro de la reserva que es el Vuorektjåkkå (1.245 m).

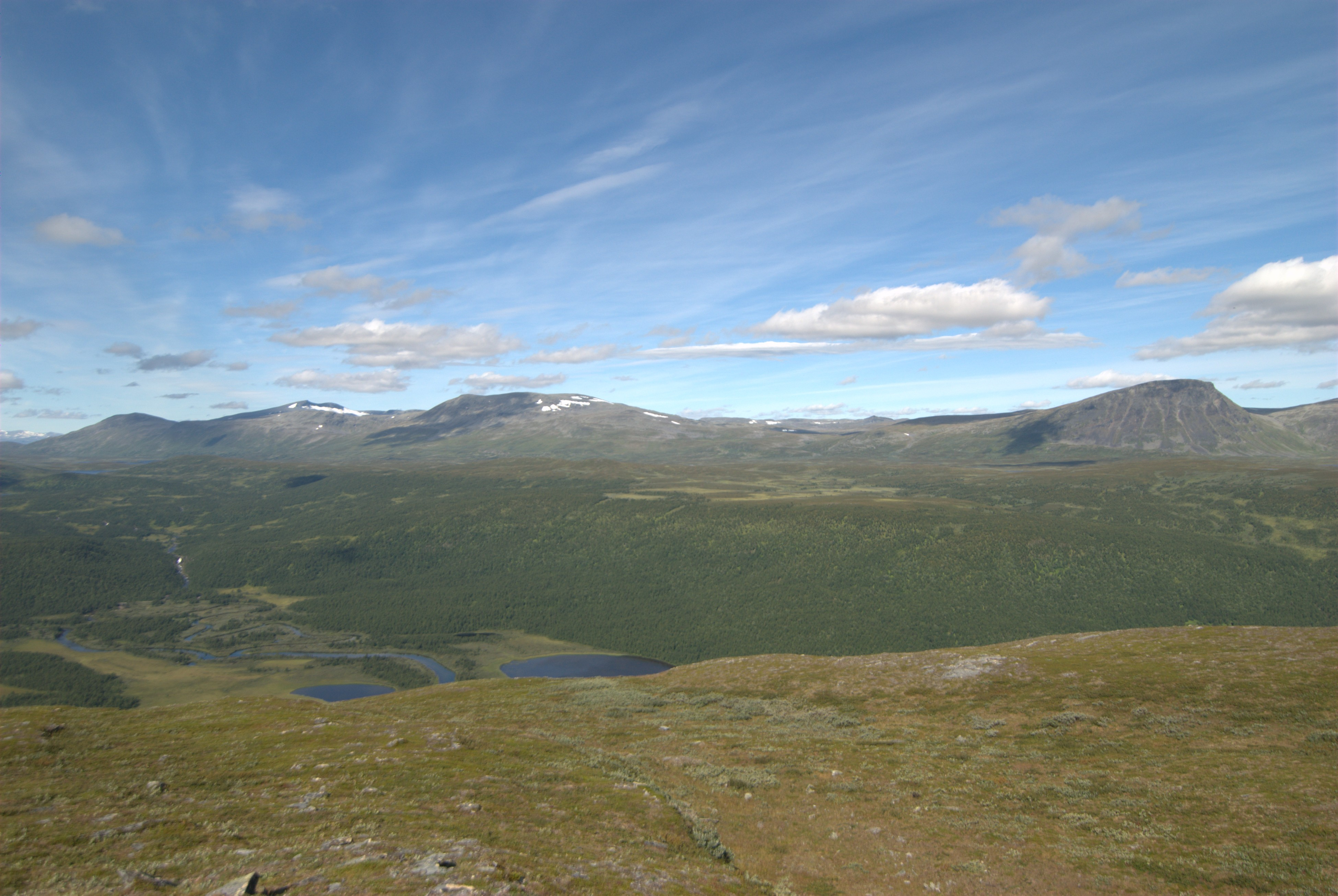
El paisaje más suave de la cordillera de Ammarfjället con el valle Tjulträsk en primer plano.

Intersectando las diversas cadenas montañosas hay varios valles y tierras bajas. Uno de los principales valles de la reserva es el valle del río Vindelälven, aunque la sección entera al sur de Ammarnäs está en gran medida excluida de la reserva. La sección norte del valle está bastante hundida, rodeada por las cordilleras de Ammarfjället y Björkfjället y el valle se ensancha al acercarse a Ammarnäs. El punto más bajo de la reserva, a 345 m sobre el nivel del mar, se encuentra al sur del valle, a orillas del lago Storvindeln. En el centro de la reserva hay otra gran área de baja altitud alrededor del lago Tärnasjön. El terreno es plano, lo que ha llevado a la formación de una vasta red de humedales.
Finalmente, yendo hacia el este, en las secciones agregadas durante la extensión de la reserva en 1988, la altitud disminuye gradualmente para llegar ser una llanura.

### Clima
El clima de la reserva tiene importantes contrastes. La parte occidental está fuertemente influenciada por el aire húmedo del océano Atlántico cercano. Trae temperaturas suaves en invierno, manteniendo la frescura en verano. El Atlántico cercano también proporciona una cantidad significativa de lluvia. Pero el Norra Storfjället y las montañas en su continuidad hacia el norte junto con la cordillera de Ammarfjället protegen la parte oriental de la reserva de los vientos predominantes del oeste / suroeste. Esto bloquea la influencia oceánica y crea un clima más continental. Por lo tanto, la región de Ammarnäs, ubicada en la sombra de la lluvia, recibe menos de 600 mm de precipitación por año, mientras que Hemavan, no muy lejos, pero que se encuentra en el lado occidental del Norra Storfjället, recibe alrededor de 750 mm. En las montañas mismas, la cantidad de precipitación alcanza 1200 mm en algunos lugares. La temporada de crecimiento en Suecia, definida como el número de días en que la temperatura promedio supera los 5 °C, es de aproximadamente 120 días. Debido a las temperaturas más frías, gran parte de esta precipitación es en forma de nieve. La primera caída de nieve, en promedio, es a principios de octubre en el medio de los valles y la capa de nieve por lo general persiste hasta principios de junio.

### Hidrografía

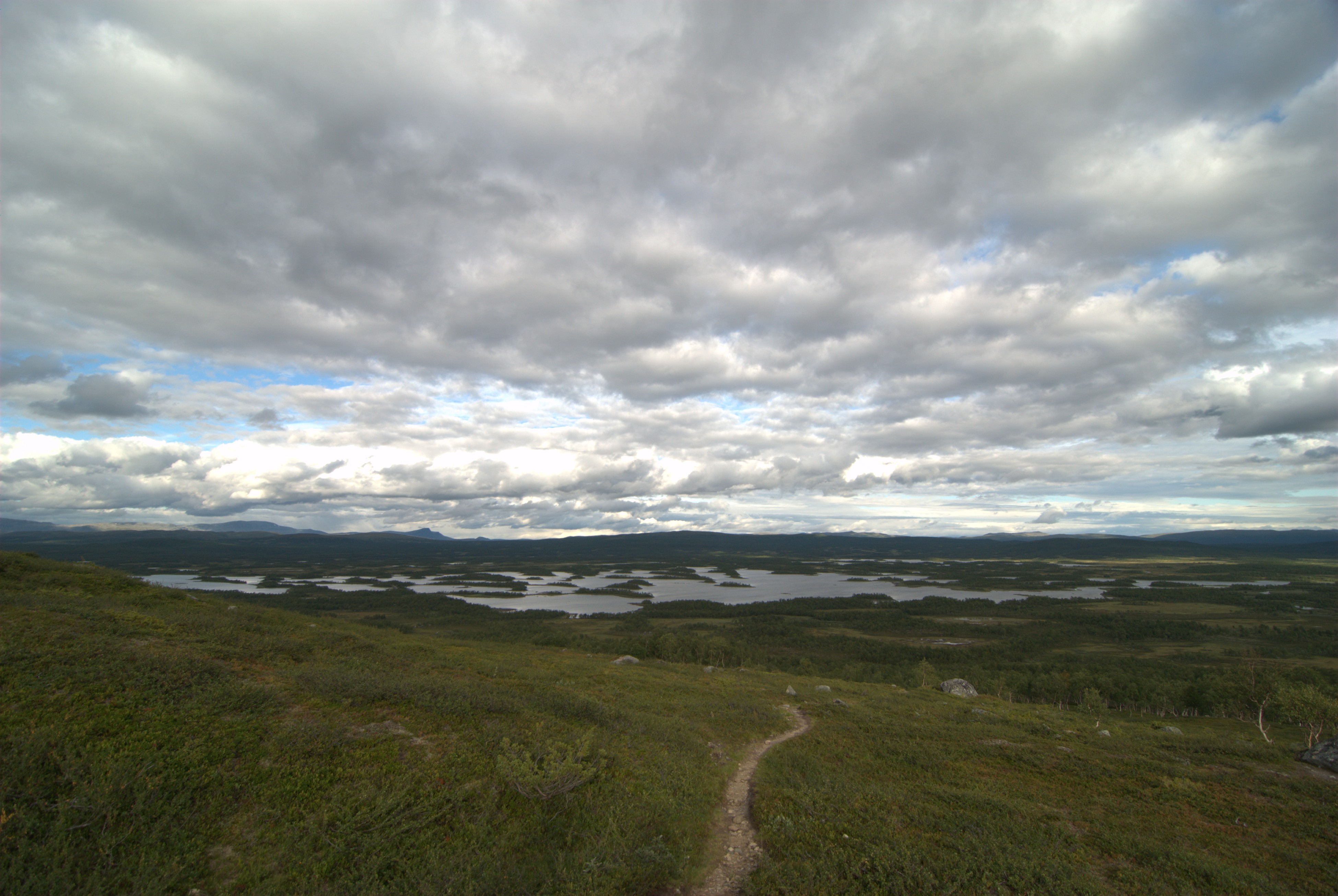
Un laberinto de islas en la parte sur del lago Tärnasjön

Las montañas de Vindelfjällen tienen un rico sistema fluvial que fluye por la reserva. La reserva cubre una gran parte de la sección montañosa de la cuenca del río Ume y protege el río Vindel, el principal afluente de la cuenca. El río Vindel es uno de los cuatro "ríos nacionales" con el río Torne, el río Kalix y el río Pite: cuatro grandes ríos del norte de Suecia cuya cuenca hidrográfica está totalmente protegida contra la construcción de represas y cuyo flujo no está regulado actualmente. El río Vindel forma una gran cantidad de rápidos aguas arriba de Ammarnäs.
Hay muchos otros ríos importantes en la reserva. El río Tjulån se origina en los lagos Tjulträsk y se une al río Vindel en Ammarnäs. El río Juktån pasa por el gran lago Överst Juktan y continúa fuera de la reserva hasta el río Ume por una longitud total de 170 km. Finalmente, el río Tärnaån nace en el lago Tärnasjön antes de unirse al río Ume, en las afueras de la reserva. El río Ume se encuentra fuera de la reserva, entre las cordilleras de Artfjället y el resto de la reserva y, a diferencia de los ríos dentro de la reserva, sus aguas han sido reguladas y utilizadas para la energía hidroeléctrica.
La reserva tiene varios lagos, el más grande de los cuales el Palsa tiene una forma alargada, siguiendo la topografía de los valles. Los dos lagos más grandes son Överst-Juktan y Tärnasjön, que miden unos 20 km de largo. El Tärnasjön es particularmente notable por la gran cantidad de pequeñas islas en el tercio sur del lago, formando un mosaico de agua y bosque, que se extiende al sur del lago a una de las mayores reservas de humedales. Otro gran humedal, Laivamyren, se encuentra al norte del lago. Cubre no menos de 20 km² e incluye los restos de las palsas más meridionales de Suecia. Otro humedal de importancia, aunque menos extenso, es Marsivagge en la cordillera de Ammarfjället. Finalmente, muchos humedales se encuentran dispersos en áreas de elevaciones más bajas en el este.
Finalmente, el agua se encuentra en forma de glaciares en áreas donde la altitud supera los 1600 m, o en otras palabras, en la cordillera Norra Storfjället y más localmente en Ammarfjället. Los nombres de los glaciares incluyen Murtserglaciären, Måskonåiveglaciären, Norra Syterglaciären, Tärnaglaciären, Östra y Västra Skrapetjakkeglaciären, y Östra Syterglaciären, todos los cuales han sido estudiados desde finales del siglo XIX.

## Geología

### Formación

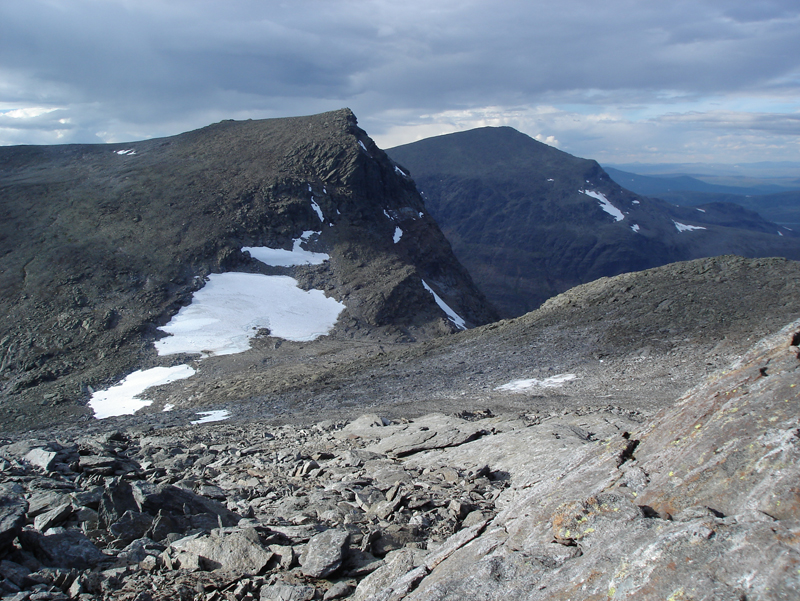
Södra Sytertoppen en primer plano y Norra Sytertoppen en el fondo.

Vindelfjällen es parte de los Alpes escandinavos, y recuerda el cinturón de Caledonia. Este último es también el origen de las montañas de Escocia, Irlanda, Groenlandia y Svalbard. La orogenia de Caledonia es la era asociada a la colisión de las placas Laurentia y Baltica hace entre 420 y 400 millones de años, con la desaparición del Océano Japeto por subducción. Durante este evento, los fragmentos de la corteza se superpusieron, formando capas de empuje. Entre estas capas, una en particular, la capa de Seve-Köli, consiste en gran parte en la corteza oceánica. Estas capas se pueden encontrar incrustadas dentro de la cordillera (ofiolita). Se componen de diferentes rocas: la capa Seve está compuesta principalmente de roca dura como la anfibolita y gabros o variedades muy duras de mica, mientras que la capa Köli comprende principalmente rocas blandas como la pizarra. Esta capa de Seve-Köli domina la geología de la reserva, la principal excepción es el área que va desde las cordilleras Artfjället hasta el lago Övre Ältsvattnet, que consiste en la capa Rödingsfjäll, rica en piedra caliza. En Ammarnäs y otros lugares, se puede ver una capa intermedia dominada por filita, como una ventana a través de la capa Seve-Koli.

### Geomorfología

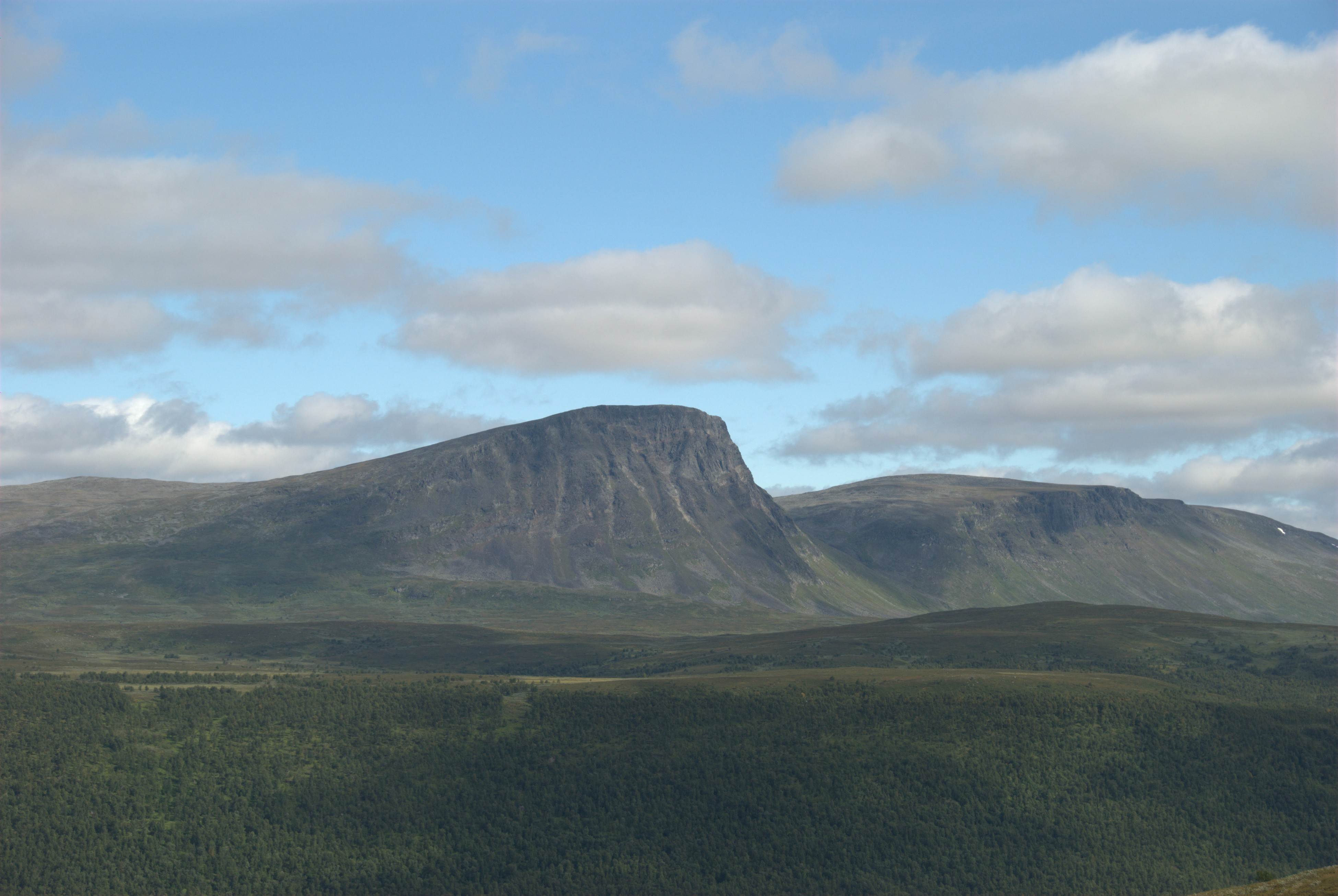
La presencia de protrusiones de rocas duras creadas en el paisaje, conocidas como las anfibolitas de Sulåive.

Mientras los Alpes escandinavos aumentan gradualmente la altitud, la erosión puede ocasinar que este crecimiento sea nujlo. Si bien esto incluye la erosión del agua, la erosión glacial, especialmente durante las grandes glaciaciones del Cuaternario (desde 1,5 Ma) ha tenido la mayor influencia en la geomorfología actual de la cadena y la reserva. Los glaciares crecieron e invadieron los valles, y luego se unificaron gradualmente para formar una capa continua de hielo que cubrió completamente el área. La naturaleza de las rocas tuvo una influencia considerable en la cantidad de erosión glacial. La mayoría de las rocas blandas de la capa de Koli se erosionaron rápidamente, mientras que las rocas de la capa de Seve fueron más resistentes a la erosión. Por lo tanto, los picos de Stor-Aigert, así como las cordilleras de Ammarfjället, Rerrogaise, Sulåive y Stubebakte consisten actualmente en anfibolitas y tienen relieves empinados. Del mismo modo, los puntos más altos de las cordilleras Artfjället y Norra Storfjället consisten en gran parte de gabros. La dirección general del flujo de agua también afecta el relieve: las capas tienden a elevarse de oeste a este, lo que implica que las laderas orientadas al oeste son suaves en general, mientras que las laderas orientales suelen ser empinadas. Los signos más visibles de la morfología glacial son los valles glaciares y los valles U, como Syterskalet, la cima del valle de Vindelälven, Skebleskalet, etc. También hay unos cuarenta cráteres o nichos glaciales pequeños, la mayoría orientados al este, en el lado de sotavento.

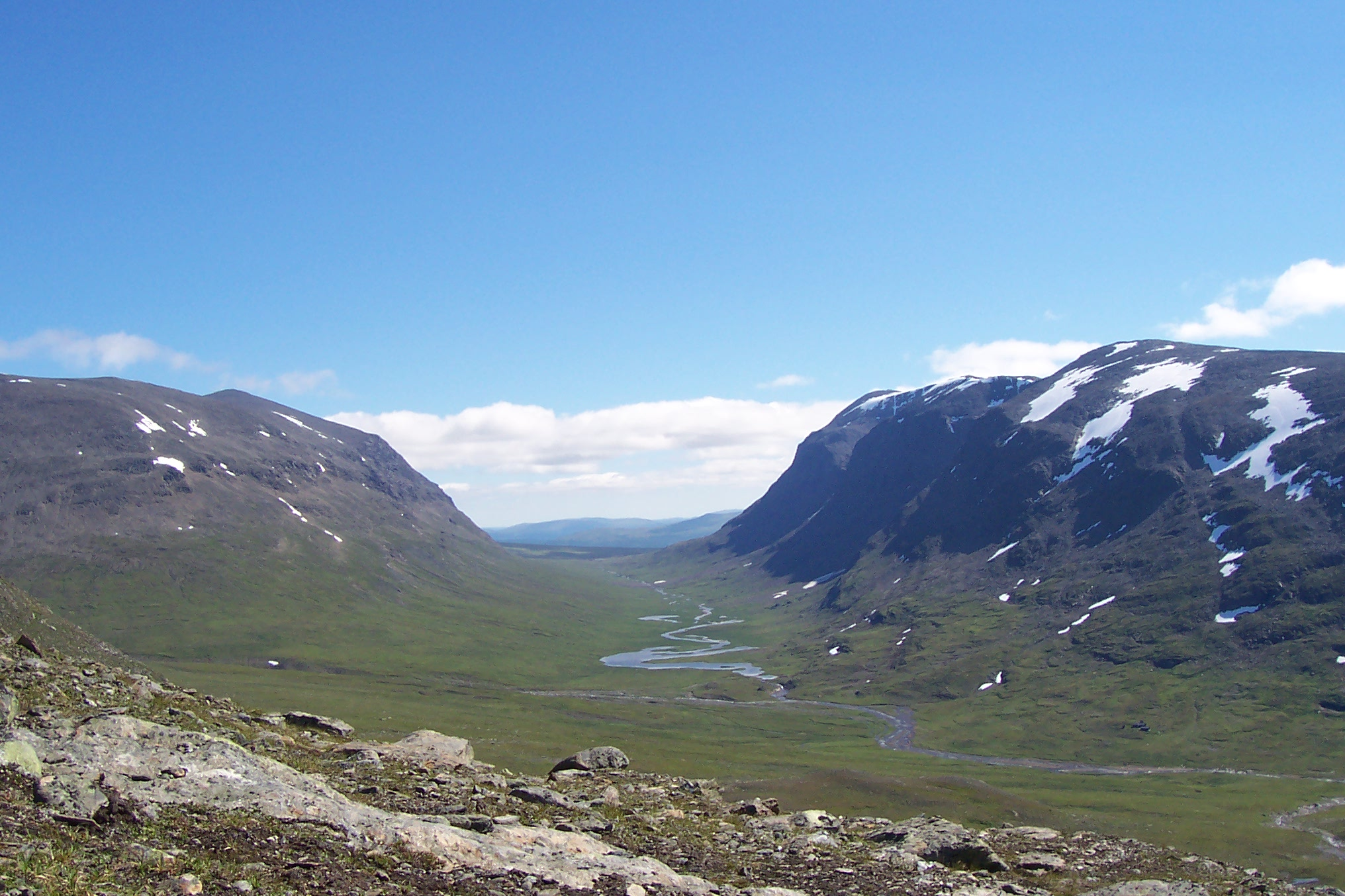
El valle de Syterskalet

Cuando los glaciares se retiraron al final de la última edad de hielo, la gran capa de hielo al este a menudo sobrevivió más tiempo que la de los valles de las montañas. Como resultado, se formaron varios lagos ya que el agua quedó atrapada entre las montañas al oeste y los glaciares al este. Lagos como el lago Marsivagge en Tjulträsk y el lago Tärnasjön han dejado terrazas aluviales. Por ejemplo, se puede ver una terraza aluvial al noroeste de Tärnasjön a una altitud de unos 700 m. El retroceso de los glaciares también esparció morrenas de diferentes tipos en el paisaje. Además de las morrenas terminales, también hay un excelente ejemplo de la morrena de Rogen responsable del archipiélago al sur del lago Tärnasjön. Una morrena bien formada de más de 3 km de longitud se puede ver en el lado oeste del valle de Marsivagge; su origen aun no se entiende bien. Algunos eskers también se pueden encontrar en algunas áreas de la reserva.
El área de Artfjället - Övre Ältsvattnet se encuentra fuera de las formaciones glaciales, y representa una topografía kárstica. Además de los sumideros y arroyos subterráneos, la característica más notable de estas formaciones kársticas son las cuevas, que se encuentran entre las más grandes de Suecia.

## Entorno natural

Mapa de vegetación de la reserva

La reserva natural de Vindelfjällen incluye casi todos los entornos naturales de los Alpes escandinavos. Es, de acuerdo con la clasificación de WWF, a caballo entre  las ecorregiones terrestres del Hayedo escandinavo, las llanuras escandinavas y la taiga rusa. En total, la reserva tiene aproximadamente 500 km² de bosques primarios de coníferas, más de 1600 km² de bosques de abedules (el bosque de abedules protegido más grande de Suecia), casi 1600 km² de páramos alpinos y casi 300 km² de turberas
Muchas de las especies que viven en la reserva están incluidas en la Directiva de Hábitats y en la Directiva de Aves de la Unión Europea y / o se consideran amenazadas a nivel nacional o internacional, lo que justifica la clasificación de la reserva en la red Natura 2000 como una importante zona de protección de aves. Además, el lago Tärnasjön está clasificado como un sitio Ramsar (un área de 11 800 ha).

### Flora

#### Taiga
El bosque de coníferas de la taiga escandinava se compone principalmente de pino silvestre (Pinus sylvestris) y abeto rojo (Picea abies). Dentro de la reserva, sin embargo, la picea generalmente domina, y el pino se encuentra solo en áreas localizadas. La taiga crece principalmente en altitudes por debajo de los 600 m, pero se encuentran algunas piceas aisladas entre los abedules que se encuentran más arriba en los bosques de los valles.
La reserva no incluyó inicialmente la zona de taiga del valle de Juktån, pero la extensión en 1988 trajo tres nuevas áreas de taiga: Giertsbäcksdalen, Matsorkliden y Kirjesålandet. Estos bosques ricos necesitan protección dentro de la reserva y son especialmente valiosos debido a la naturaleza de ser bosques primarios, en otras palabras, nunca se han talado. Estos bosques primarios también son importantes para numerosas especies, muchas de las cuales están amenazadas por la deforestación intensiva de la taiga. Desde el pie de las montañas suecas y a lo largo de toda la cadena, estos bosques crean una valiosa continuidad, esencial para la supervivencia de varias especies aquí. Finalmente, mientras que los bosques primarios restantes a menudo están en un sustrato pobre en nutrientes, ciertas áreas de la reserva se consideran productivas, especialmente Kirjesålandet, idealmente expuesta al suroeste y ofreciendo así un nicho ecológico para una flora única. Cerca de la montaña, los incendios son menos frecuentes que en las llanuras del este.
En términos de vegetación, los bosques albergan una serie de especies de líquenes y hongos lignícolas relativamente raras o en peligro de extinción.

#### Bosques de abedul

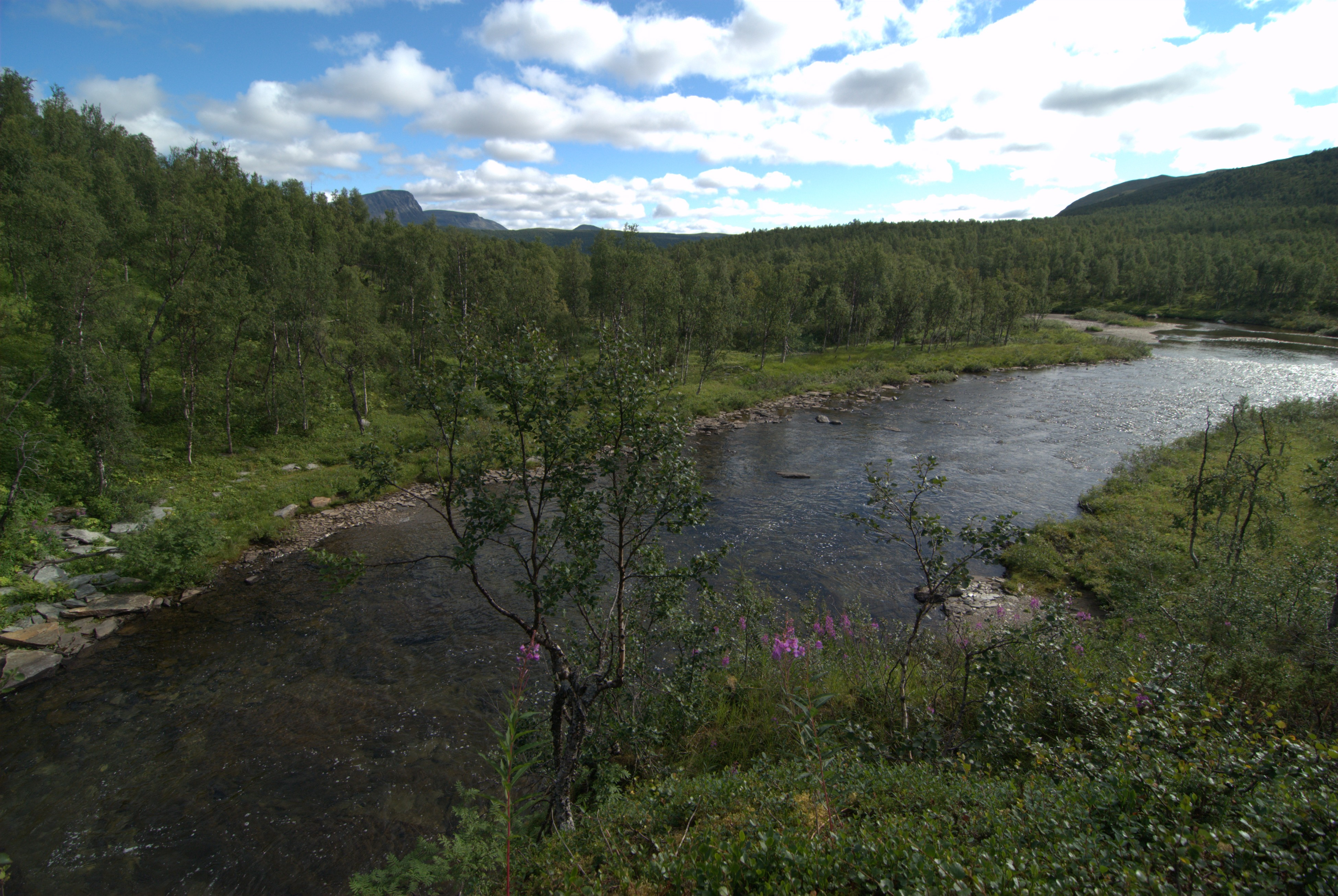
Bosque de abedules en el valle de Tjulträsk

Los bosques de abedules son un rasgo característico de los Alpes escandinavos subalpinos. Estas son una subespecie de abedul velloso (Betula pubescens) a menudo llamado abedul torcido (Betula pubescens subsp. Tortuosa) debido a su forma. Estos bosques comienzan en el límite de las coníferas (entre 500 y 600 m) y forman la línea de árboles a una altitud de unos 800 m, aunque esto es bastante variable según la localidad. Por lo tanto, constituyen el centro dominante de la reserva. Los diferentes tipos de bosques de abedules se pueden clasificar en función de la naturaleza del sotobosque; en Vindelfjällen, hay principalmente bosques denominados ricos en musgo y bosques de pradera. Los bosques ricos en líquenes ricos, por otro lado, son raros en esta área, pero muy comunes más al norte.
Los bosques ricos en musgo son los más comunes. Sus bosques de sotobosque están dominados por musgos y arándanos (Vaccinium myrtillus) y pastos bajos. Por otro lado, los bosques de las praderas se encuentran en áreas donde la piedra caliza es más común, como la cordillera de Artfjället o en áreas soleadas y con buen acceso al agua, como en la orilla norte del lago Stor-Tjulträsket, en las áreas del valle del río Vindel orientado al sur o cerca de Aivak al norte del lago Överst-Jukan. El sotobosque allí es mucho más rico, con diversidad de especies de pastos.

#### Humedales

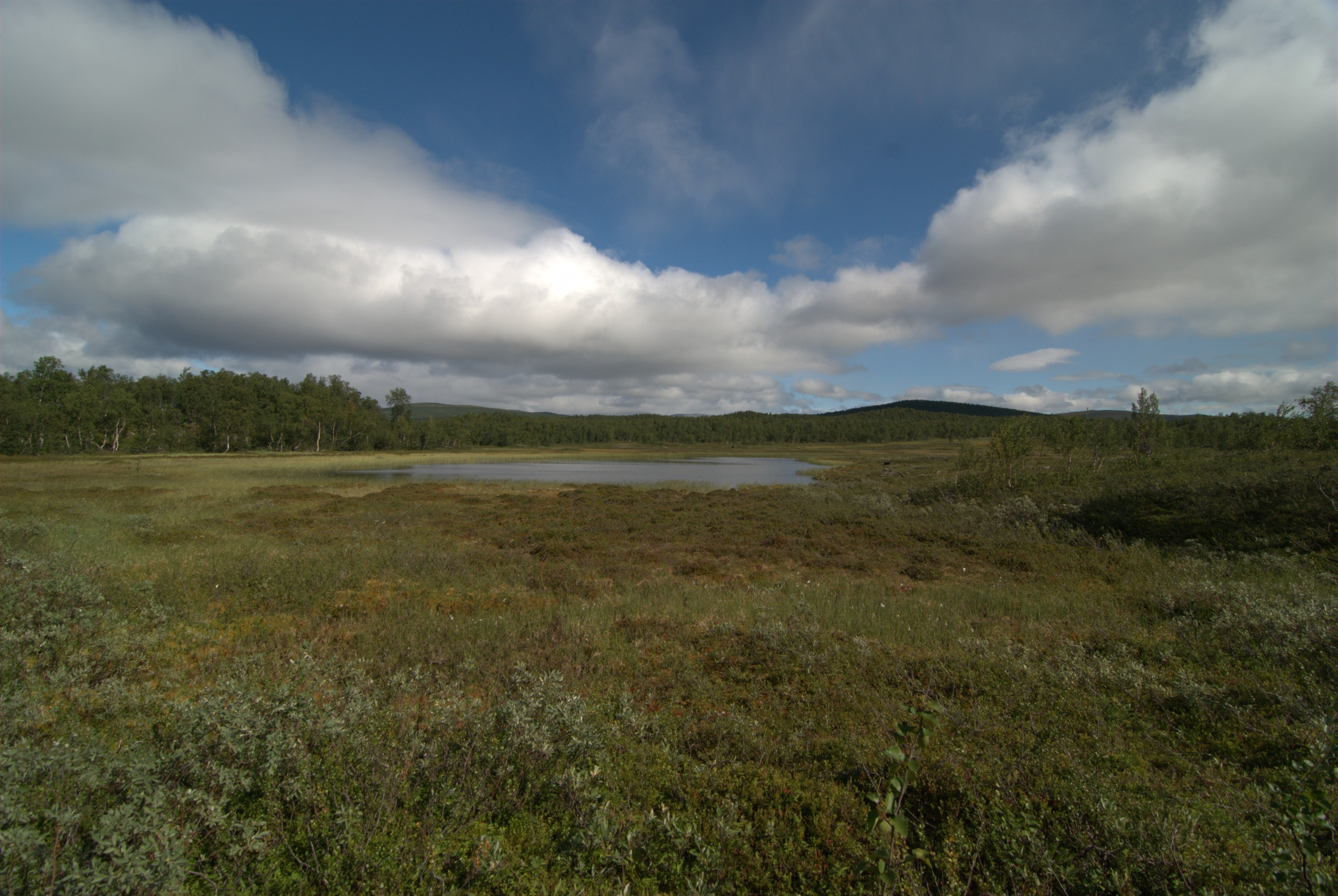
Humedales cerca del lago Tärnasjön

La reserva tiene muchos humedales generalmente en regiones subalpinas. Son abrumadoramente pantanos ácidos. Las principales plantas que crecen allí son Sphagnum, juncias y sauces, sin embargo, también hay algunos abedules enanos de turba, algodoncillo de cola de liebre (Eriophorum vaginatum), arbustos de brezo (Calluna vulgaris), arándanos de pantano (Vaccinium uliginosum) y moras (Rubus chamaemorus)

#### Páramos y prados

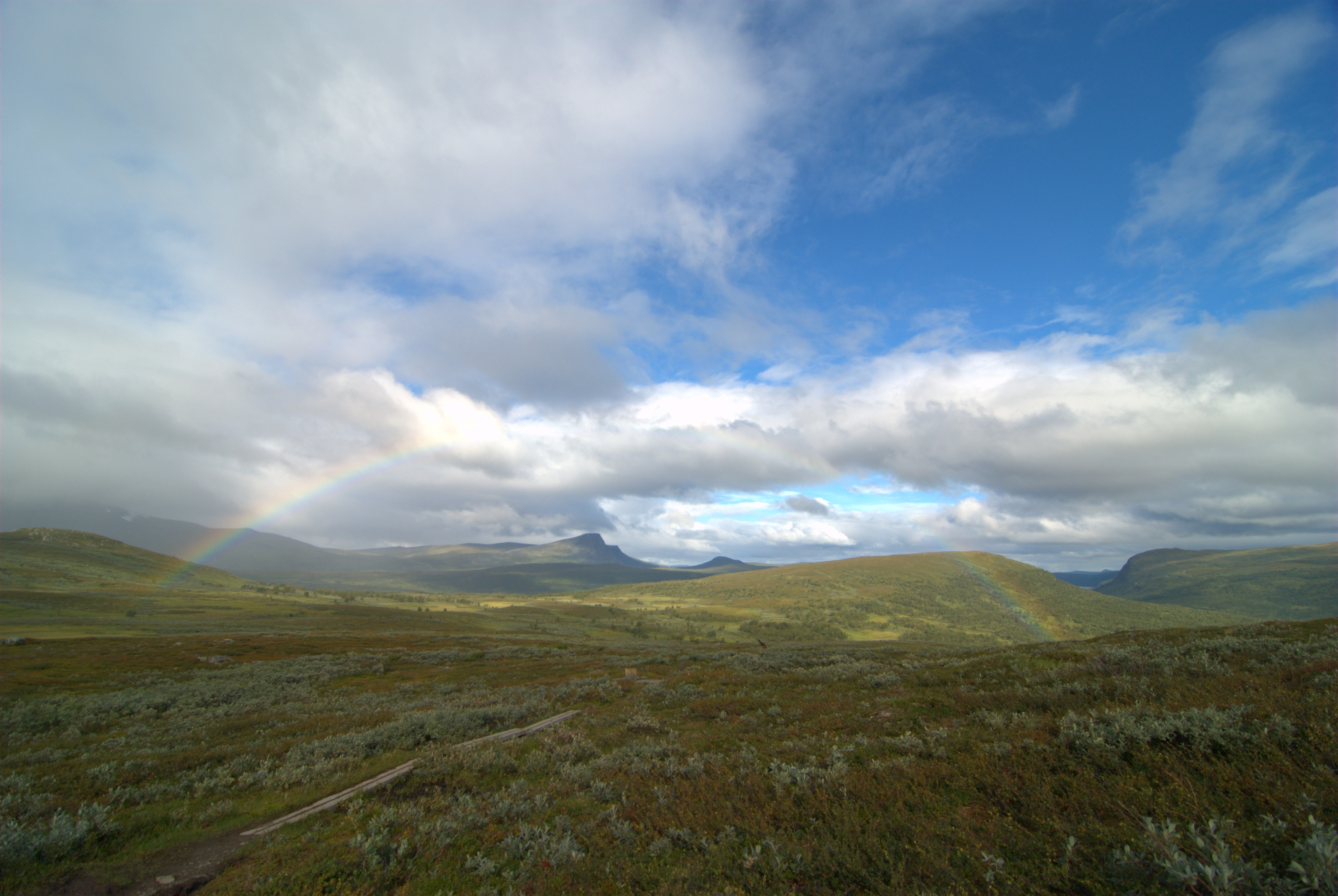
Arbustos de sauce en los páramos de Vindelfjällen a lo largo del camino de Kungsleden entre Tärnasjön y Serve

La zona alpina se compone principalmente de páramos y prados alpinos. Para mayor comodidad, se clasifica en niveles alpino inferior, medio y superior.
El nivel alpino inferior también se denomina nivel del sauce debido a la presencia de varias especies de sauces, como el sauce velloso (Salix lapponum) y el sauce gris (Salix glauca). Estos a menudo se entremezclan con los abedules enanos (Betula nana), a veces formando arbustos densos. Estos arbustos están generalmente ubicados en las partes bajas de la zona alpina inferior, y actúan como  transición entre los bosques de abedul y los páramos de hierba de mayor altitud. La vara de oro europea (Solidago virgaurea) y los arándanos también se encuentran en este nivel. Los bosques de abedules son más sensibles y están fuertemente influenciados por el clima local en este nivel. En tierra firme, la baya de cuervo (Empetrum nigrum) es una especie dominante. En las áreas expuestas al viento, solo se desarrollan las azaleas enanas (Kalmia procumbens) y la alubia alpina (Arctostaphylos alpina). Por el contrario, en los suelos calcáreos, los páramos y los prados arbustos como la avens de montaña (Dryas octopetala) son más abundantes. Este es particularmente el caso de la cordillera de Artfjället, que es famosa por su rica flora. De hecho, el nombre Artfjället puede traducirse como montaña de muchas especies. Los prados también muestran una multitud de flora de colores, incluyendo el wolf's-Bane (aconitum lycoctonum), la cerraja alpina (Cicerbita alpina) y los calderones (Trollius europaeus) 
En el nivel medio alpino, a menudo definido como la región por encima del límite de los arándanos, el número de especies se reduce considerablemente y el suelo se desgasta cada vez más. Solo prosperan las plantas más resilientes; tales como azaleas enanas, el brezo azul (Phyllodoce caerulea), el brezo de campana de musgo (Harrimanella hypnoides), la planta de acerico (Diapensia lapponica) y el ranúnculo glaciar (Ranunculus glacialis).
Las plantas que pueden sobrevivir en el nivel alpino superior (más allá de 1300 m) se limitan predominantemente a los musgos y líquenes, aunque los glaciares del botón de oro se encuentran a veces también en estas altitudes.

### Fauna
Los niveles de vegetación también son importantes para los animales: la diversidad de especies es mucho mayor en altitudes más bajas, especialmente en los bosques. Sin embargo, a diferencia de las plantas, los animales rara vez se restringen a un nivel particular.

#### Mamíferos

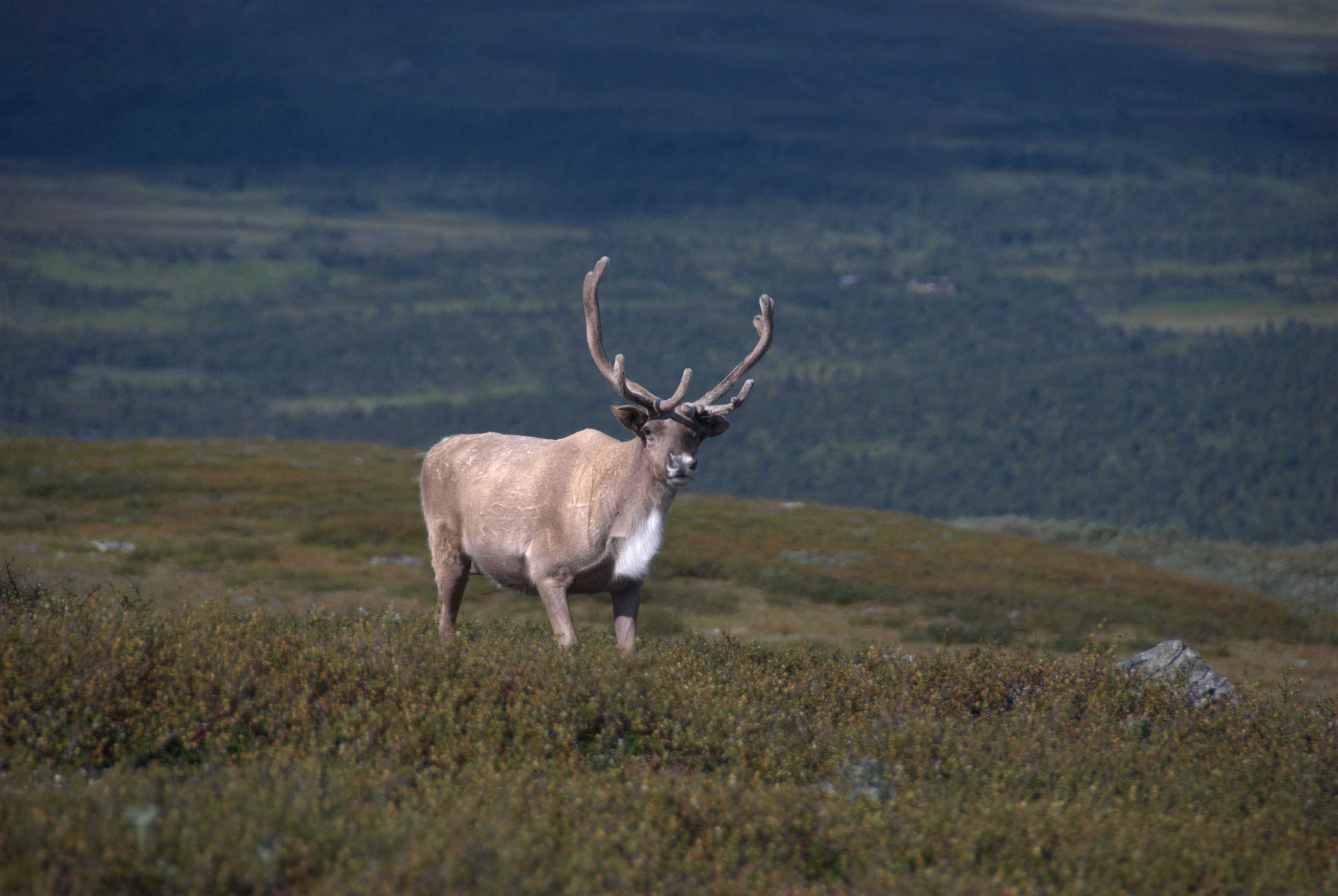
Reno sobre el valle de Tjulträsk.

Vindelfjällen es el hogar de muchos mamíferos característicos de los bosques suecos. Un ejemplo típico es el alce (Alces alces), presente en gran número en los bosques de coníferas y abedules en los valles principales. El río Tärnaån fue uno de los primeros lugares donde fue reintroducido en Suecia el castor euroasiático en 1924, después de la desaparición total de la especie en 1871. Los principales depredadores suecos amenazados en Suecia también están bien establecidos en Vindelfjällen. En 2004, existían al menos tres familias de lince euroasiático (Lynx lynx, una especie vulnerable en Suecia), lo cual es significativo en vista de la extensión de los territorios de estos animales. El oso pardo (Ursus arctos, especie vulnerable en Suecia) fue una vez abundante en el valle del río Vindel, y aunque todavía están presentes en la reserva, su número ha disminuido significativamente. El lobo euroasiático (Canis lupus lupus, en peligro crítico en Suecia) parece haber desaparecido completamente de la región. Finalmente, el glotón (Gulo gulo, clasificado como en peligro de extinción en Suecia) está bien establecido en la reserva. Aunque es típicamente un animal de bosque, ya no está presente en los bosques de Suecia, excepto cerca de las montañas y Vindelfjällen no es una excepción. Esto es probablemente debido a la gran población alrededor de Ammarfjället. Otros depredadores incluyen el zorro rojo (Vulpes vulpes), que, como en la mayoría de las montañas suecas, se está expandiendo rápidamente y compite con el zorro ártico (Vulpes lagopus) incluso en la tundra.
Varias especies de mamíferos son más características de la tundra alpina, como el reno (Rangifer tarandus). Como en el resto del país, los renos son todos domesticados y pertenecen a las aldeas sami, pero viven en un estado de semilibertad. En total, había más de 20,000 renos en la cordillera de Vindelfjällen. Otra característica de la tundra escandinava es el lemming de Noruega (Lemmus lemmus). Su fama se basa notablemente en sus explosiones periódicas de población. De hecho, cada cuatro años, en promedio, el número de estos roedores aumenta drásticamente e invade grandes áreas antes de desaparecer rápidamente. Las condiciones climáticas favorables y el buen acceso a los alimentos son las razones más probables de los fuertes aumentos de la población. Su muerte en masa es menos conocida, tal vez relacionada con la disminución de la vegetación causada por su consumo excesivo o la propagación de epidemias entre la población. De todos modos, este fenómeno es extremadamente importante para todo el ecosistema de la montaña. Este es particularmente el caso del animal más simbólico de la Reserva; el zorro ártico. Estos zorros se reproducen casi exclusivamente en años de explosión demográfica. Solo hay alrededor de 200 zorros árticos en los Alpes Escandinavos, y por lo tanto, está clasificado como en peligro crítico en Suecia. Vindelfjällen es una de las áreas más importantes de todas las montañas para esta especie, y está activamente protegida. La cordillera de Björkfjället es una de las mejores zonas de Vindelfjällen para estos pequeños cánidos, pero también está presente en la cordillera de Artfjället.

#### Aves
La reserva natural de Vindelfjällen es un sitio de anidación para muchas especies de aves, debido a su gran variedad de hábitats, pero especialmente a sus muchos humedales, incluidos, en particular, los que rodean el lago Tärnasjön y el valle de Marsivagge. El Valle de Marsivagge se considera un sitio de anidación para alrededor de 120 especies diferentes.
En estos humedales se incluyen varias especies de Anseriformes, como el negrón común (Melanitta nigra), los patos de cola larga (Clangula hyemalis), el  porrón osculado (Bucephala clangula), el porrón moñudo (Aythya fuligula), el porrón bastardo (Aythya marila), patos silvestres (Anas platyrhynchos), el silbón europeo (Anas penelope), el pollo de agua de pecho rojo (Mergus serrator) y la serreta grande (mergus merganser). El ánsar chico (Anser erythropus), una especie en peligro de extinción, anteriormente anidaba alrededor del lago Tärnasjön, pero no se han visto allí durante varios años; aunque todavía usa regularmente el delta de Ammarnäs en su migración. También hay muchas especies de aves de litoral, como el andarríos bastardo (Tringa glareola), el archibebe común (Tringa totanus), el correlimos común (Calidris alpina), el correlimos oscuro (Calidris maritima), el  andarríos chico (Actitis hypoleucos), la agachadiza común (Gallinago gallinago), el combatiente (Philomachus pugnax) y el zarapito real (Numenius phaeopus). En los páramos cerca de los humedales, también está el chorlitejo común (Charadrius morinellus) y el chorlitejo europeo (Pluvialis apricaria). El somorgujo de garganta negra (Gavia arctica) y el águila pescadora (Pandion haliaetus) suelen anidar cerca de los lagos.
Los humedales no son los únicos lugares donde hay aves en la reserva. Los inventarios regulares realizados en el valle de Tjulträsk muestran que entre 400 y 500 parejas de aves anidan en un kilómetro cuadrado de bosques de abedules, la mitad de los cuales son la curruca del sauce (Phylloscopus trochilus). Estos bosques y los arbustos de sauce alpino son también el territorio de la pechiazul (Luscinia svecica), el dragón de Laponia (Calcarius lapponicus) y la perdiz nival de sauce (Lagopus lagopus). Los páramos, por otro lado, son el territorio de la collalba del norte (Oenanthe oenanthe), la bisbita del prado (Anthus pratensis) y la alondra cornuda (Eremophila alpestris). En altitudes más altas, las aves son escasas, pero en esta región se puede encontrar el escribano nival (Plectrophenax nivalis). Finalmente, las montañas son un importante lugar de caza para el águila real (Aquila chrysaetos), el ratonero común (Buteo lagopus), el cuervo común (Corvus corax), el búho nival (Bubo scandiacus), el págalo rabero (Stercorarius longicaudus), el halcón gerifalte (Falco rusticolus) y el halcón peregrino (Falco peregrinus).

## Historia

### Prehistoria y la inmigración sami
Los primeros humanos llegaron a las montañas después de que el hielo se retiró al final de la última edad de hielo, hace unos 9000 años. Estos pueden haber sido los antepasados de los sami, un pueblo nómada que vive en el norte de Escandinavia. Inicialmente vivían de la caza y la recolección, siendo el reno su principal recurso. En la aldea de Ammarnäs se han encontrado piedras afiladas, cerámica y garrotes. Se encontraron fragmentos de cuarzo, puntas de flecha cerca de Tjulträsk y se descubrieron fragmentos de un cuchillo de piedra cerca de Forsavan, al sur de Tärnasjön. Se pueden ver vestigios de viviendas de la Edad de Piedra cerca de los lagos Biellojaure, Överuman y Stor-Laisan. Todos estos rastros y artefactos se remontan a hace al menos 4.000 o 5.000 años. También se han descubierto en las montañas  sistemas de trampas para renos, en áreas donde los renos solían vagar durante sus migraciones anuales. Con frecuencia, eran como agujeros de aproximadamente dos por tres metros, a una profundidad de uno o dos metros, a menudo separados veinte o treinta metros el uno del otro. Estaban cubiertos de hierba u hojas, y probablemente había clavos en la parte inferior para matar al animal durante su caída. Varios complejos de este tipo se ven aun en la reserva. Las trampas se fabricaron con mayor frecuencia en el límite de los bosques de abedules, sin embargo, se ha encontrado una rara trampa de mayor altura en Vindelkroken. Algunas trampas todavía se usaban hace 700-800 años, después de lo cual la gente sami cambió su estilo de vida y comenzó a seguir la trashumancia de renos domesticados en lugar de atrapar renos salvajes. Diez tumbas Sami antiguas han sido descubiertas en la reserva. A menudo se colocaban más arriba, para tener una vista del paisaje circundante. Dos tumbas se encuentran al norte del lago Tärnasjön en una pequeña colina que domina las ciénagas. Al sur del lago Tärnasjön, también hay tumbas en las islas, que datan de los siglos XVIII y XIX, probablemente colocadas allí para protegerlas de los depredadores.
Entre los restos, también hay cimientos más amplios que las viviendas samis tradicionales, las leyendas sami asocian estos con un Stallo, un gigante malvado. Estudios recientes muestran que este es en realidad el asentamiento sami más antiguo conocido. En la reserva, estos grandes cimientos a menudo se encuentran cerca de las trampas. Por ejemplo, hay algunos en Vindelkroken y otros cerca del lago Överuman. Los stallos a menudo se describen como estúpidos pero que tienen una fuerza sobrehumana. Hay una piedra enorme colocada sobre algunos pequeños guijarros en la parte superior cerca del lago Giengeljaure llamado stalostenen, que literalmente significa piedra Stallo. La leyenda dice que un Stallo habría puesto una piedra aquí para demostrar su fuerza.

La reserva tiene una gran cantidad de lugares que los Sami consideran sagrados, también llamados Sieidi. Estos lugares sagrados se pueden ver en los nombres de los lugares sami. Las palabras Ailes, Pass, page, Saivo o Akka, que aparecen en varios nombres de lugares son palabras sagradas. Por ejemplo, un ídolo de madera, ahora en exhibición en el Museo Nórdico, fue encontrado en un agujero de roca cerca del lago Överst-Juktan, cerca de un río llamado Ailesjokk. El agujero en cuestión era en realidad un lugar donde los samis estaban acostumbrados a hacer sacrificios de madera u otros huesos de animales. Un sitio similar es Rosapakte, al este de Lillfjället, cerca del lago Överuman.
Es probable que haya muchas tumbas y sitios sagrados que no se conocen, ya que los sami probablemente querían proteger esos sitios del saqueo.
Desde el siglo XX, la forma de vida de los samis ha evolucionado bastante rápido. Uno de los cambios es el abandono de varios katas utilizados en el pasado durante la trashumancia entre los sitios de pastos de verano y de invierno. Estos edificios rudimentarios abandonados fueron gradualmente devueltos a la naturaleza y se han vuelto difíciles de percibir, sin embargo, algunos han sido restaurados para atestiguar la vida tradicional sami
.

### Colonización sueca

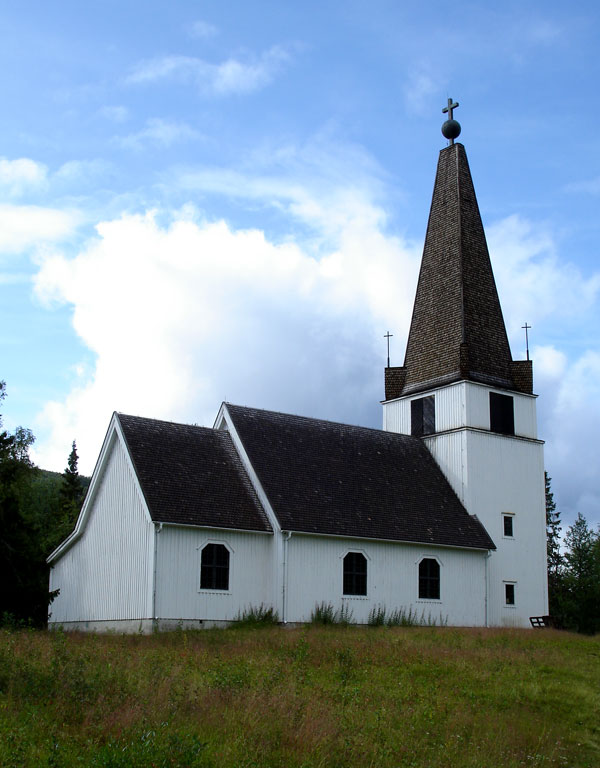
La iglesia Viktoriakyrkan dentro de la reserva.

Desde principios del siglo XVIII, los suecos comenzaron a llegar a la zona y establecerse en los valles. Sin embargo, no hubo pueblos hasta el siglo XIX. P.ej. En 1830, se crearon pueblos en el área alrededor del lago Stor-Laisan Ammarnäs. La primera casa fue construida en 1826, y en 1850 el pueblo ya estaba bien formado. Esta colonización fue alentada por el reino a través de una exención de impuestos u otros privilegios. La mayoría de las aldeas actuales datan de este período. Se construyeron varias iglesias, a veces incluso antes de la instalación de los suecos, para servir como un lugar de adoración para los Sami recientemente evangelizados. Por ejemplo, la capilla de Jillesnåle, cerca de la reserva, en las orillas de Storvindeln, fue construida originalmente en 1750, y la capilla de Vila fue construida en 1723 cerca del lago Överuman, pero fue abandonada después del cambio de la frontera noruega en 1751 y se incendió cuatro años después. Dentro de la reserva, al sur del lago Överst-Juktan, también se encuentra una iglesia, Viktoriakyrkan, construida en 1938 cuando no había ningún camino que condujera a ella: la  madera para su construcción se cortó en el sitio. A mediados de la década de 1970 se construyó un camino para llegar a la iglesia. Varias propiedades pequeñas se encuentran en las cercanías de la iglesia, con pequeñas áreas de tierra cultivada. Estas áreas ahora están abandonadas o se usan estacionalmente para cazar o pescar.
Muchos caminos que ahora se utilizan como senderos de excursión fueron originalmente vías de comunicación para los habitantes de las montañas. Por ejemplo, el sacerdote que ofició en la capilla de Jillesnåle también tuvo que viajar a la capilla de Tärnaby, a 70 km de distancia, y oficiar allí. Debido a la falta de camino, se creó un camino entre las dos iglesias. Este camino a través del sur de la reserva todavía existe hoy. Otro ejemplo es un camino que comienza en Ammarnäs y sigue el valle del río Vindel, luego se une a Vindelkroken y luego cruza la frontera noruega en Mo i Rana. Este camino se usó a mediados del siglo XIX, para comprar comestibles relativamente baratos en Noruega, durante un momento económicamente difícil para los suecos. Este viaje de cien kilómetros, con cargas cercanas a los 50 kg, era muy difícil, y algunos de estos Norgefarare, como Josef Berglund de Ammarnäs, se convirtieron en leyendas locales. Desde 1892, un año particularmente difícil, las personas comenzaron a utilizar caballos para transportar recursos y tuvieron que construir graneros y casas de campo a lo largo de estas carreteras, como Vitnjul y Dalavardo. Este comercio continuó hasta la Primera Guerra Mundial.

### Protección del área
La primera propuesta de protección del área fue en 1930 cuando se propuso convertir Kirjesålandet en un parque nacional, pero no ocurrió. En la década de 1950, los desarrollos hidroeléctricos estaban construyendo sus embalse en el país, pero ya se plantearon preocupaciones contra el impacto ambiental de estas centrales eléctricas. En particular, hubo acaloradas discusiones sobre los desarrollos en el río Ume y el río Vindel. Esto condujo en 1961 a un acuerdo llamado "paz de Sarek" (Sarek freden i) que impidió el desarrollo en algunos ríos del Vindelälven y, a cambio, dio libertad para desarrollar los otros ríos, incluido el río Ume. La idea también se aplicó para proteger cualquier sección de la cuenca montañosa de Vindelälven. Bajo este proyecto, la reserva, llamada Reserva de Vindel-Laisfjällen (después del río Vindel y Laisälven, su afluente principal) se extendería a más de 7.400 km², de los cuales 4.800 km² en el condado de Västerbotten y el resto en el condado de Norrbotten. En 1973, se formó un grupo de trabajo compuesto por representantes de los condados y la Agencia de Protección Ambiental de Suecia, pero el condado de Norrbotten no se unió. Eventualmente, solo la parte incluida en el condado de Västerbotten fue protegida bajo el nombre de Vindelfjällen el 25 de febrero de 1974 y fue confirmada por el gobierno en julio de 1975. El plan de protección de la reserva finalmente se publicó en 1978. El famoso sendero de Kungsleden se extendió entre Hemavan y Ammarnäs en relación con la creación de la reserva.
En la década de 1980, Naturvårdsverket (la agencia de protección ambiental de Suecia) creó un gran inventario nacional de los bosques primarios y emitió un informe cuatro años después. Algunas áreas del bosque primario ya habían sido inventariadas para ser incluidas en la reserva de Vindelfjällen, por lo que era natural que el 25 de enero de 1988 la reserva se extendiera a más de 5500 km² con la adición de bosques primarios de coníferas Kirjesålandet, Matsorliden y Giertsbäcksdalen. En 1993, todo el río Vindel finalmente fue declarado río nacional (Nationalälven), protegiéndolo permanentemente y todos sus afluentes contra cualquier desarrollo hidroeléctrico. Finalmente, toda la reserva se incluyó en la red Natura 2000.
En su segundo plan de dirección de los parques nacionales, publicado en 2008, Naturvårdsverket propuso cambiar el estado de la reserva natural transformándola en un parque nacional. El estado del parque nacional es el nivel más alto de protección de la naturaleza bajo la ley sueca. En 2007, el consejo municipal del municipio de Sorsele había expresado su aprobación de un estudio preliminar sobre el cambio, pero numerosos residentes no estuvieron de acuerdo con la petición. Esto provocó una nueva votación en 2008, y esta vez el consejo municipal expresó su desacuerdo con el estudio preliminar. La razón de su rechazo fue que muchas personas tenían preocupaciones de que el estatuto más estricto impidiera muchas actividades, como las motos de nieve, la caza y la pesca. En contraste, las personas favorables al proyecto creían que el estado del parque nacional ofrecería un mayor reconocimiento internacional y, por lo tanto, atraería a más turistas. Además, la protección más alta también evitaría la minería en el área. De hecho, la empresa canadiense Blackstone Nickel había solicitado un permiso de exploración para perforar en la reserva. El permiso fue otorgado en 2009, ya que las reglas originales de la reserva no lo tuvieron en cuenta. Debido a los problemas creados por la perforación a las manadas de renos sami, se ordenó a la compañía que indemnizara a los agricultores, pero a marzo de 2013 aun no había pagado

## Administración y control
En Suecia, la creación y gestión de reservas naturales es responsabilidad de los municipios y / o condados. En este caso, el condado de Västerbotten es responsable de la gestión de Vindelfjällen. Toda el área de la reserva pertenece al estado.
Las reglas que establecen lo que está permitido y lo que está prohibido varían de una reserva a otra y se establecen individualmente al crear cada reserva. Entre las reglas de la reserva de Vindelfjällen, está prohibido construir infraestructuras o explotar el bosque. Está prohibido visitar el valle de Marsivagge entre el 15 de mayo y el 1 de agosto para no molestar a las aves. También está prohibido conducir un vehículo de motor fuera de las áreas designadas para este fin, con la excepción de las actividades relacionadas con la cría de renos por parte de los Sami. En particular, se permite el uso de motos de nieve en las rutas de motos de nieve, así como en varias áreas alrededor de Ammarnäs y Hemavan, al sur del lago Tärnasjön y Kirkjesålandet y Giertsbäcksdalen. Cazar pequeños animales (pequeños mamíferos o aves, especialmente perdices) está permitido en la reserva. La caza solo está permitida cuando no están los renos, para no perturbar su reproducción. La temporada de caza se regula de acuerdo con la población de la especie, especialmente la perdiz blanca, que se monitorea continuamente: si la población desciende a un cierto nivel, la caza queda temporalmente prohibida. La caza del solo está permitida en las montañas y solo para los residentes en la montaña. La pesca también está permitida. La pesca deportiva está regulada por la concesión de licencias de pesca y el número se calcula en función de la capacidad del río o lago. Los residentes de las montañas y los sami tienen derecho a pescar con redes para el consumo personal, pero solo en grandes lagos productivos.
Las medidas de gestión se determinan en la creación de las reservas y se actualizan a intervalos regulares (generalmente varios años). Para la reserva de Vindelfjällen, el condado proporciona un inventario detallado de grandes mamíferos y aves; hecho anualmente para algunas especies. Del mismo modo, los bosques de coníferas y abedules, así como otras "plantas de interés" se inventariaron regularmente. El condado también asegura que la infraestructura turística esté bien mantenida

## Actividades

### Turismo

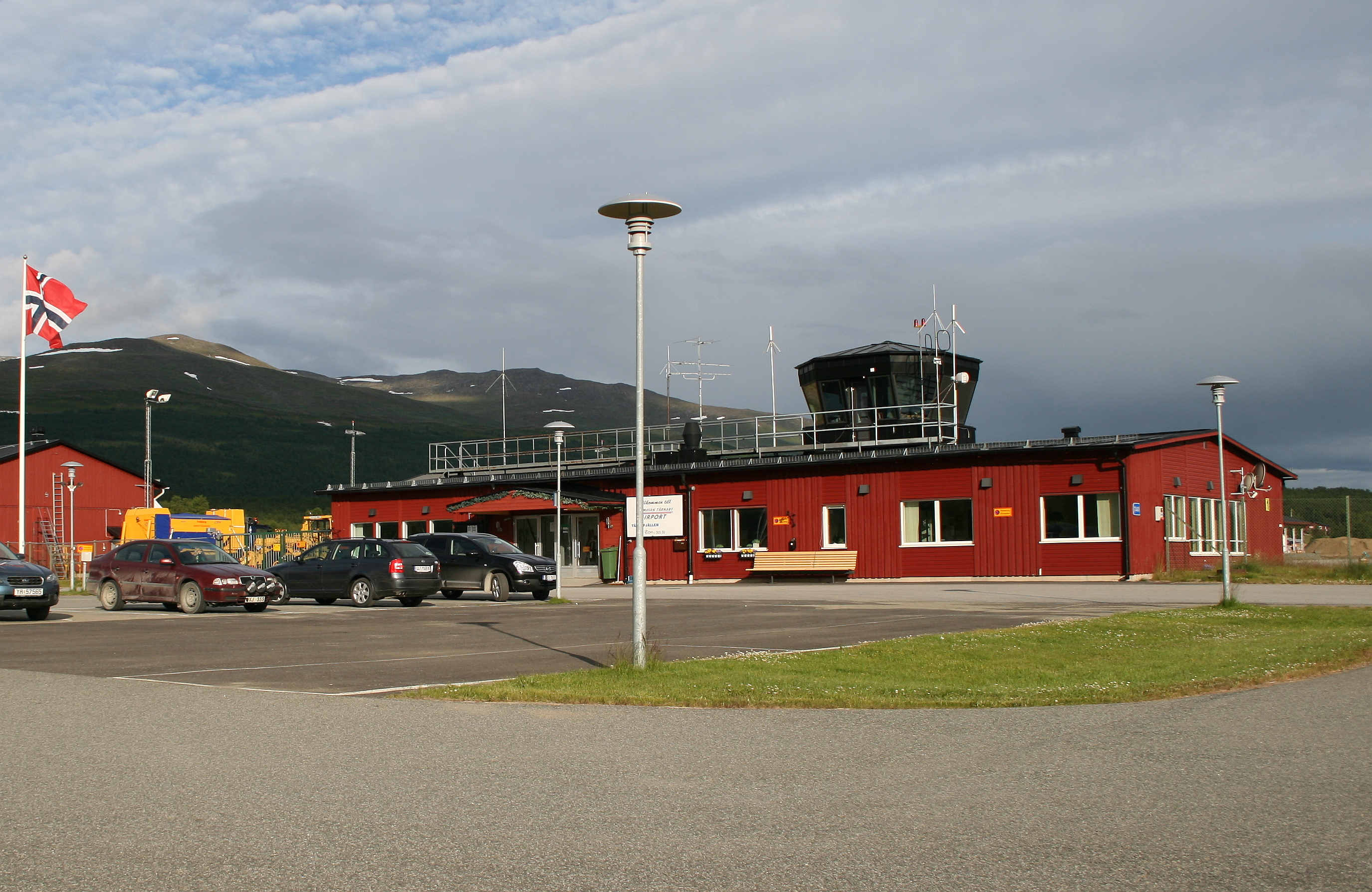
El aeropuerto de Hemavan en Tärnaby, con la cordillera de Norra Storfjället en el fondo.

El número de turistas que visitan la reserva ha aumentado significativamente desde su creación. Hubo 412,000 turistas pasando la noche en las aldeas de Tärnaby, Hemavan y Ammarnäs en el año 2000. De manera similar, el número de turistas que pasaron la noche en una de las cabañas a lo largo del sendero Kungsleden fue de aproximadamente 5,000 en 2010. Las actividades turísticas son muchas y variadas e incluye senderismo, cabalgatas, trineos tirados por perros, esquí de fondo, motos de nieve, caza, pesca, exploración de la cultura sami, etc. Muchas compañías turísticas están trabajan en la reserva y la designación de la reserva natural Vindelfjällen se utiliza activamente para promover el turismo, tanto por agencias locales como nacionales.
Los principales puntos de entrada para visitar la reserva son los pueblos de Ammarnäs o Hemavan. Ambas aldeas son fácilmente accesibles por carretera y están conectadas en autobús a las principales estaciones de ferrocarril y ciudades regionales, como Umeå en Suecia o Mo i Rana en Noruega. El aeropuerto Hemavan Tärnaby es el más cercano a la reserva y tiene un vuelo por día, 6 días a la semana, desde y hacia Estocolmo-Arlanda, con un tiempo de vuelo de 2,5 horas.
En sus comienzos, la reserva tenía muy poca infraestructura turística, y uno de los objetivos establecidos con esta creación era mejorar la accesibilidad. En 1978, el arquitecto sueco Tore Abrahamsson presentó un informe a la administración del condado de Västerbotten en el que recomendaba la construcción de senderos y chalets. A partir de ahí, muchos proyectos cobraron vida. Por ejemplo, se construyeron las cabañas (stuga) a lo largo del sendero Kungsleden en 1983 y en 2001, entre 1993 y 1994, otras cabañas (koja) se encontraban dentro del área de la reserva que se agregó en 1988. En 1984, un Naturum (centro de naturaleza interpretativa) ) fue construido en Ammarnäs y el segundo en 2004 en Hemavann.

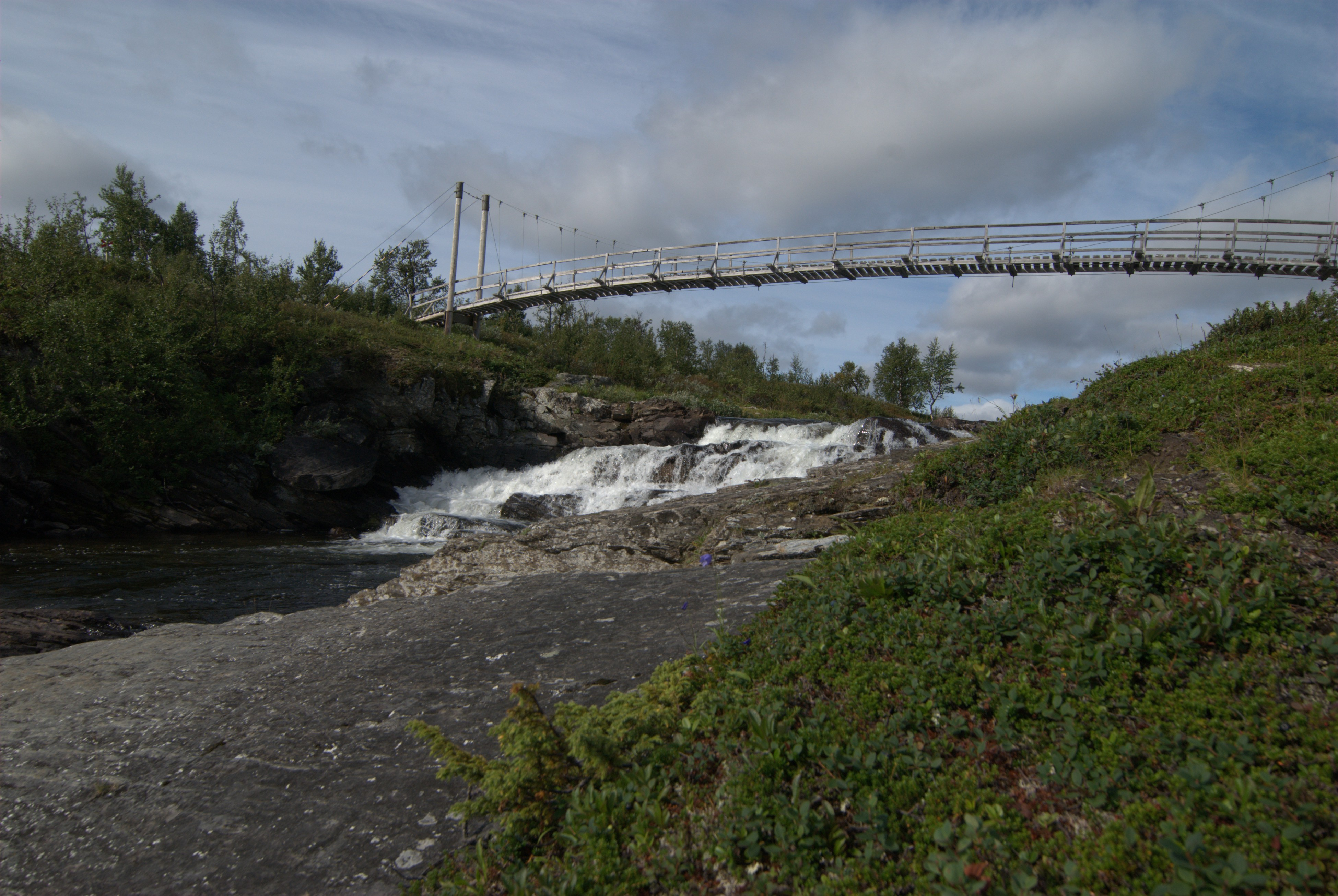
Puente colgante sobre el río Servvejuhka

Hoy en día, la reserva tiene un extenso sistema de senderos, que suman unos 600 km. El sendero más conocido es el sendero Kungsleden, pero el sendero Drottningleden (al sur de Hemavan) y el sendero Vindelvaggileden (a lo largo del valle del río Vindel) también son bien conocidos. Los senderos están hechos de tablones en el área de humedales y numerosos puentes. En total, hay más de 40 puentes en la reserva, los más notables son los puentes sucesivos que cruzan el lago Tärnasjön en el archipiélago del sur; a veces llamado Vindelfjällen Golden Gate Vindelfjällen. La mayoría de los senderos también son senderos para motos de nieve en invierno, pero también hay caminos específicos. Para permitir a los excursionistas y conductores de motos de nieve pasar la noche en la reserva, se construyeron muchas cabañas. Hay tres tipos de cabañas: una es una casa de campo Stuga para pasar la noche y a menudo contiene algunos equipos (teléfono de emergencia, cocina, etc.), la Koja es un habitáculo libre para pasar la noche, pero no equipado, finalmente un rudimentario Rastskydd es una pequeña casa de campo para tomarse un breve descanso. En 2012, la reserva tiene 15 stuga y 8 koja (para una capacidad total de 250 personas), así como 7 rastskydd. La stuga principal (con capacidad para 30 personas cada una) se encuentra a lo largo del sendero Kungsleden, pero también hay varios otros senderos cercanos. Las koja se encuentran principalmente en bosques de coníferas, y por lo general no están conectadas a la red de senderos.

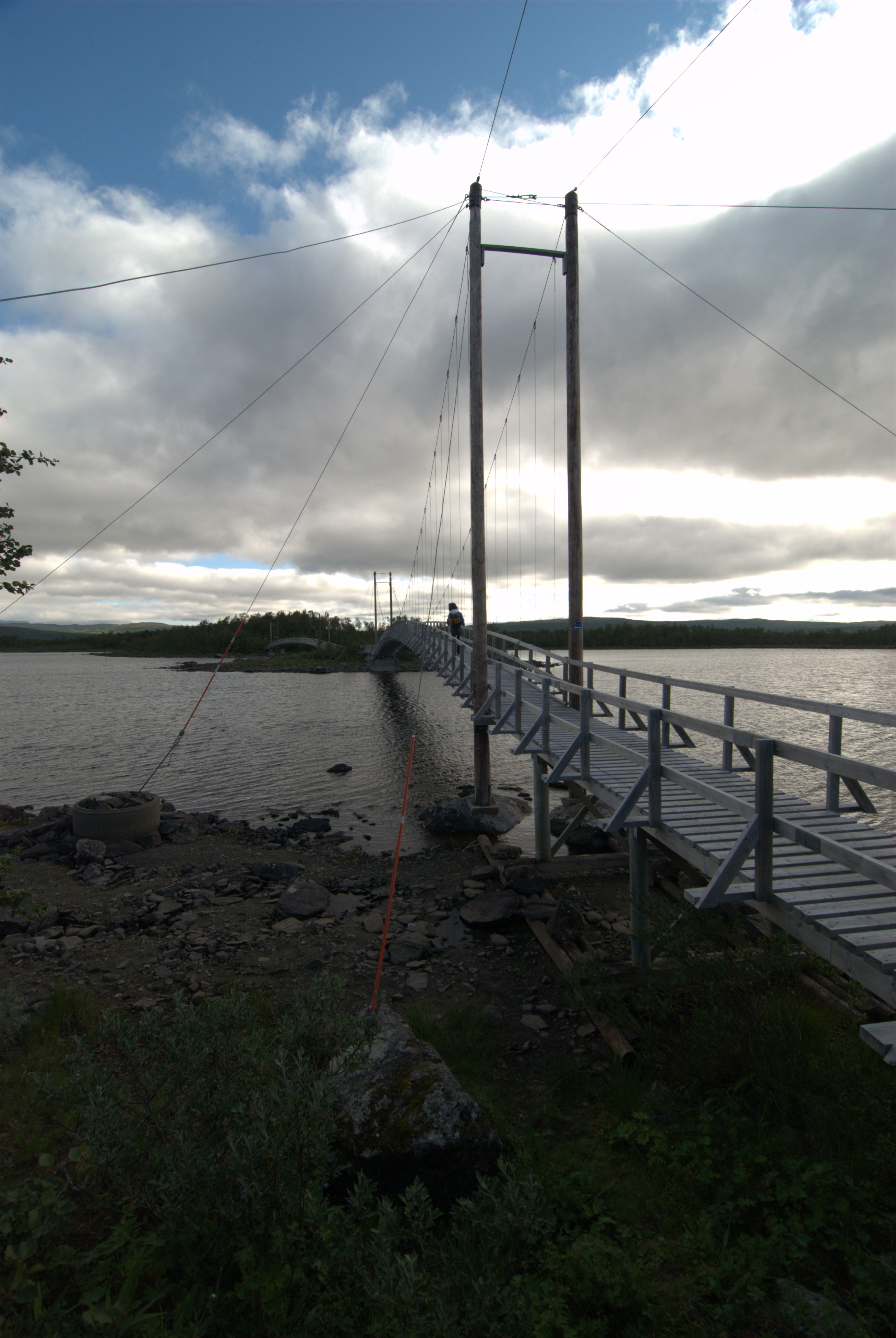
Los puentes al sur de Lago Tärnasjön
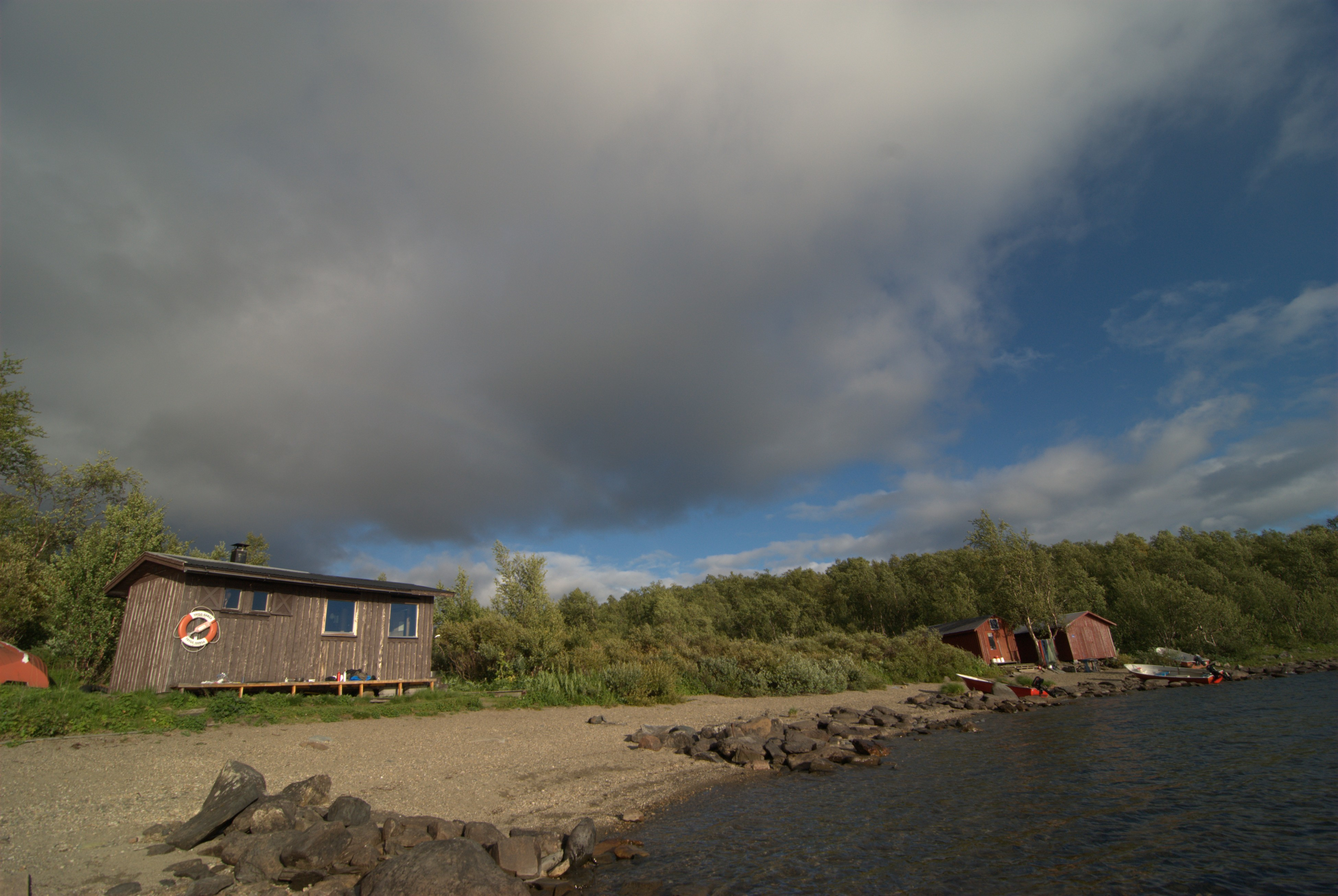
Sauna en Tärnasjöstugorna
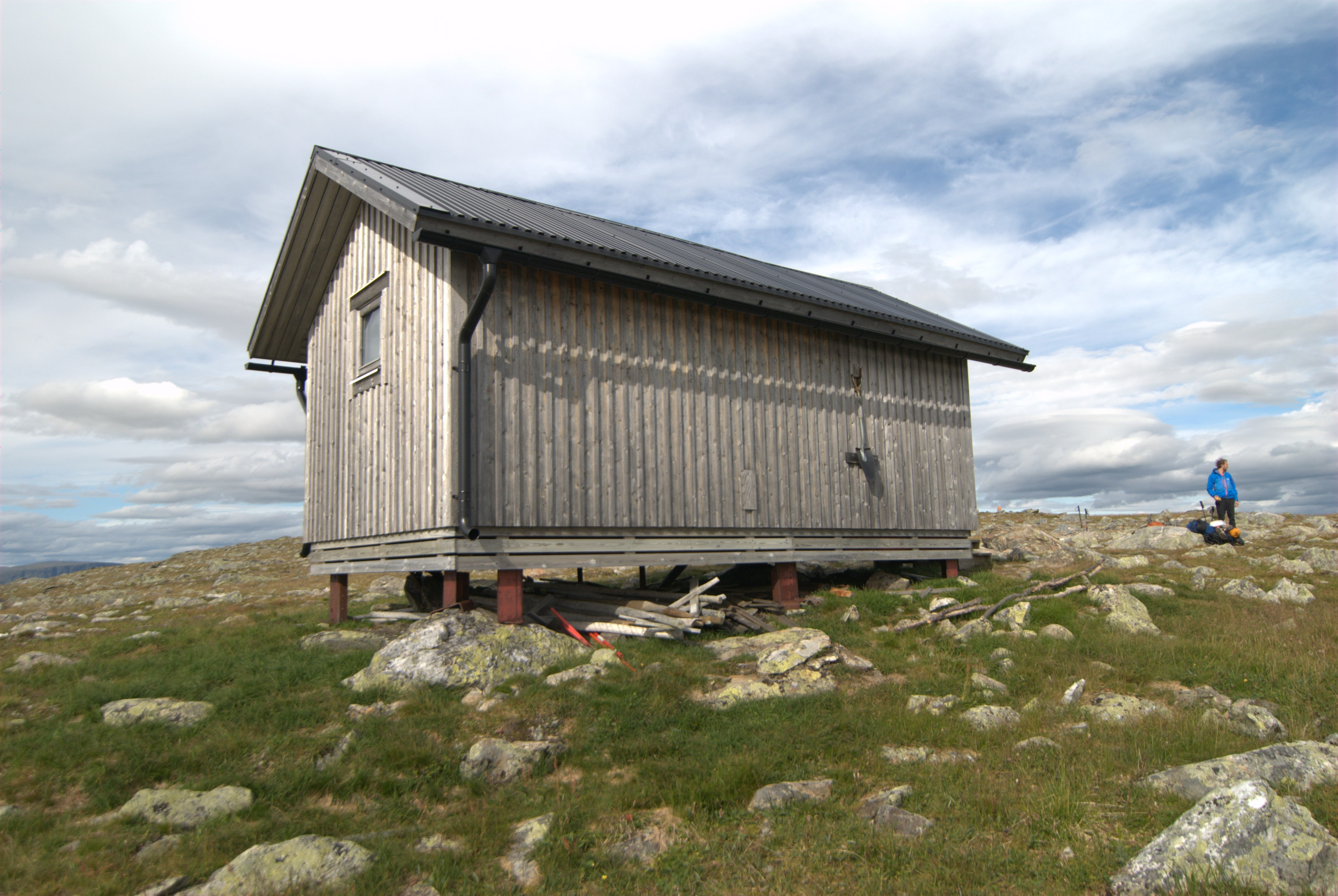
Un refugio (Rastskydd) en Juovatvaratje a lo largo del camino Kungsleden

### Otras actividades
Además del turismo, la principal actividad de la reserva es el pastoreo de renos por parte de los Sami, y uno de los objetivos de la reserva es proteger esta actividad tradicional. La reserva se encuentra en la sección occidental de los tres territorios conocidos como sameby (literalmente aldea Sami): Grans, Rans y Ubmeja tjeälddie. Un sameby es un grupo de Sami y el territorio en el que tienen derecho a criar sus renos. Estos tres sameby contienen más de 20,000 renos. El importante turismo en la reserva a veces entra en conflicto con las actividades de pastoreo. Por otro lado, las actividades ganaderas a veces entran en conflicto con la protección del medio ambiente, en particular el uso de vehículos motorizados que pueden causar daños importantes a la flora.
La caza y la pesca también son actividades importantes en la reserva, tanto para la gente local para su propio consumo como para el ocio. Este último está parcialmente organizado por la empresa turística.
Finalmente, la investigación científica es una actividad que está creciendo en la reserva. Se desarrolló más en la década de 1950 como consecuencia de los desarrollos hidroeléctricos. Durante este tiempo, los científicos comenzaron un inventario completo de la riqueza de la flora y la fauna en el Valle Vindelälven. En 1963, la Universidad de Lund estableció el proyecto LUVRE (Expedición del río Vindel de la Universidad de Lund), que ayudó a que se llegara a la protección oficial del río. Los científicos de hoy en día continúan haciendo un inventario regular de la flora y la fauna en el marco de este proyecto. Otro proyecto importante, SEFALO, comenzó en la reserva en la década de 1980. Fue dirigido por la Universidad de Estocolmo con el fin de garantizar la preservación del zorro polar. La investigación se realizó para comprender los muchos factores que podrían explicar por qué esa especie no se desarrolla en los Alpes Escandinavos, a pesar de la protección. El proyecto se ha expandido a través de los Alpes Escandinavos. En 1994, se construyó una estación de investigación para albergar a los investigadores de Ammarnäs.